# イギー・ポップ
ジェームズ・ニューエル・オスターバーグ・ジュニア（James Newell Osterberg Jr.、1947年4月21日 - ）は、ステージネーム「イギー・ポップ」（Iggy Pop）として知られるアメリカ合衆国出身のロックミュージシャン、ボーカリスト、作曲家、音楽プロデューサー、俳優。過激なステージパフォーマンスで知られた同国のロックバンド「ザ・ストゥージズ」のメンバー。ソロミュージシャンとしても知られ、多くの作品を残している。
ザ・ストゥージズ時代の業績により「ゴッドファーザー・オブ・パンク」とも呼ばれ、後世に大きな影響を与えていると同時に、本人も後輩のミュージシャンたちと積極的に交流し、ガレージロック、パンク・ロック、ハードロック、アート・ロック、ニュー・ウェイヴ、ジャズ、ブルースなど、数々のスタイルを取り入れている。
ザ・ストゥージズ時代の「アイ・ワナ・ビー・ユア・ドッグ」「サーチ・アンド・デストロイ」、ソロミュージシャンとしては「ラスト・フォー・ライフ (イギー・ポップの曲)」「ザ・パッセンジャー (イギー・ポップの曲)」などが代表曲として知られており、特にザ・ストゥージズ時代の代表曲は様々なミュージシャンにカバーされている。
2010年、ザ・ストゥージズ名義で『ロックの殿堂』入り。

2017年にフランス芸術文化勲章の最高位『コマンドゥール』を受章。

ローリング・ストーン誌選出「歴史上最も偉大な100人のシンガー」第75位。

Q誌選出「歴史上最も偉大な100人のシンガー」第63位。
2020年、第62回グラミー賞 特別功労賞 生涯業績賞を受賞。
2021年、「音楽界のノーベル賞」と評されるスウェーデンの音楽賞“ポーラー音楽賞”受章

## 生い立ち

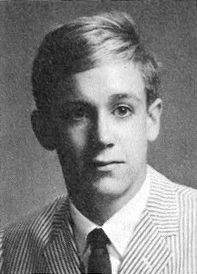
ハイスクール時代のイギー、1965年頃

ジェームズ・ニューエル・オスターバーグ・ジュニアはミシガン州マスキーゴンで生まれた。母親はノルウェー系とデンマーク系の血を引いたルーエラ（旧姓クリステンセン; 1917–1996）、父親はドイツ系、イギリス系、アイルランド系の血を引いたジェームズ・ニューエル・オスターバーグ・シニア（1921−2007）。

父親はミシガン州ディアボーンのフォードソン・ハイスクールで英語の教師と野球のコーチをしていたが、昇給を求めてミシガン州イプシランティのイプシランティ・ハイスクールに転職し、住居も同地のトレーラーパークに定めると息子をそこで育てた。母親はNASAからアポロ計画で使用する月面設置用の計測機器（ALSEP）の納入やLRV (月面車)の開発を請け負っていたベンディクス (アメリカ合衆国の企業)社に勤務していた。
2007年のローリングストーン誌のインタビューで、イギーは彼の両親との関係と彼の音楽への影響について以下のように語った。
中学校はアナーバーにあってそこに通った。フォード・モーター・カンパニーの社長の息子と一緒に学校に通い始めたんだが、こいつは金持ちで差別的な奴だった。だが俺にはそんな連中に負けない財産があったんだ。両親は俺に莫大な投資をしてくれた。俺はいつも彼らに助けてもらってたよ。両親は俺が興味を持ったものをさらに深く知るための手助けを惜しまなかったんだ。最高レベルの援助はトレーラーの主寝室を俺に明け渡してくれた事だな。

## ミュージシャンとして

### 初期の音楽活動: 1960年 - 1967年

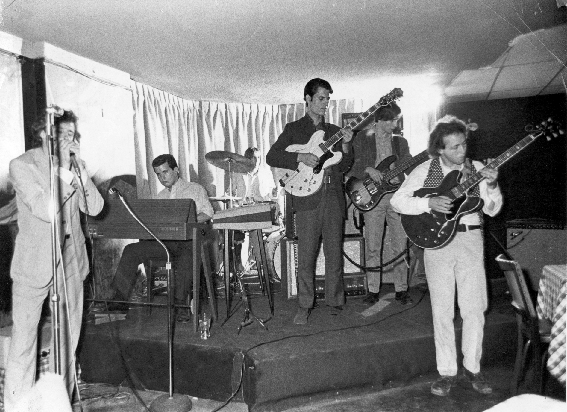
ザ・プライム・ムーヴァーズ（後方のドラムスがイギー）

オスターバーグはミシガン州アナーバーの高校在学時にドラマーとして音楽キャリアを開始した。いくつかのバンドでプレイしたが、そのうちのひとつ、ジ・イグアナズではボ・ディドリーの「モナ」をカヴァーしたシングルをリリースしている。

1965年、ミシガン大学に進学したが翌年には退学し、レコードショップ「Discount Records」に勤務しつつブールスバンド、ザ・プライム・ムーヴァーズに加入して、初めてステージネームを名乗った。

このザ・プライム・ムーヴァーズ在籍中にポール・バターフィールド・ブルース・バンドと偶然出会い、その際に憧れていた元メンバーのサム・レイの連絡先をバターフィールドから教えてもらったため、イギーはシカゴにあるレイの自宅に向かった。

訪問時にレイは不在だったが彼の妻に温かく迎えられ、ジャズやブルースを扱うレコード屋の店長を紹介された。その店長やレイの紹介もあってリトル・ウォルターやマジック・サムといった高名なミュージシャンたちと共演する機会に恵まれたが、その結果、白人の自分に本当のブルースを演奏するのは無理と痛感し、8ヶ月程度の滞在でアナーバーに戻った際には「自分のような若者に向けた音楽」をプレイしようと決心していた。
アナーバーに戻ったイギーは高校の1年後輩で友人だったロン・アシュトンを誘ってバンドを結成した。ロンの弟・スコット・アシュトンをドラムスとし、ロンは最初はベースだったが途中でギタリストに転向して、代わりのベーシストとしてアシュトン兄弟の友人だったデイヴ・アレクサンダーを加入させた。
結成当初は準備期間ということもあって表立った音楽活動はしていなかったが、あるきっかけからバンド活動に本腰が入る。そのきっかけとしてイギーはニュージャージー州プリンストンのガールズ・ロックバンド、ジ・アンタッチャブルの演奏を聞いたことを挙げている。
俺たちはザ・ダーティ・シェイムズってバンドのコンセプトを持ってた時期があった。まあ、パーティで自慢するためだけのバンドだよ。「俺たちはザ・ダーティ・シェイムズってバンドを組んでるんだぜ。」って他のバンドマンに言って回ってたんだ。まだ演奏なんかしちゃいなくて、ザ・ストゥージズだろうがザ・ダーティ・シェイムズだろうが似たようなもんだった。ちゃんとバンドとして活動しないとな、と決心したきっかけはニューヨークに旅行に行った後だ。そこでティーンエイジャーの女の子たちから「私たちもバンドを組んでるの。聞いてみる？」と言われたんでニュージャージーのプリンストンまで車を飛ばして行ったんだ。彼女たちの実家の地下室で演奏を聞いたんだが、見事なものでね。俺たちよりもはるかに上手かった。あれは恥ずかしかったな。

### ザ・ストゥージズ: 1968年 - 1974年

#### ザ・ストゥージズ: 1968年 - 1971年
イギーたちはバンド名をザ・サイケデリック・ストゥージズと決め、改めて活動を本格化させた。最初のギグは、ミシガン州デトロイトにある家のハロウィンパーティーで行われた。この時はまだイギーはリードヴォーカルを担当しておらず、インストゥルメンタルバンドとして演奏を披露した。しかし、フロントマンとしてのイギーは、後に自身を有名にすることになった観客を驚かせるようなパフォーマンスを既に意識的に行なっており、このギグでは奇抜な服装で登場し、居合わせた客たちを困惑させた。そのパーティにはMC5のメンバーも出席していた。

1968年3月、ザ・サイケデリック・ストゥージズは初めてギャラの出るギグに出演した。この時にイギーはステージダイブを披露し、歯を折った。
同年8月11日、ミシガンのMothersというクラブで、観客の女性を捕まえて犬の性交のように腰を振り、それからステージ上に登って性器を露出した。結局、警察がやってきて彼を逮捕した。1970年8月のニューヨークのクラブUnganoでも、ステージ中に嘔吐したり、性器を露出してアンプの上に寝かせるパフォーマンスを行っている。1979年にはデニス・クーパーのLittle Caesar誌8号のカバーで、ヌード写真が掲載された。
イギーは、観客を驚かせて困惑させる過激なステージパフォーマンスについて、後年、ジム・モリソンの影響下にあったと語っている。1967年にザ・ドアーズがミシガン大学で行なったギグを見ており、モリソンがステージで披露する悪ふざけや観客に向けた敵意に驚かされ、フロントマンとなった際の参考としたという。
ドアーズは2回見てるよ。最初に見たのは人気が出始めの頃だったけど、大きな、大きな、大きな影響を受けたよ。ちょうど大ヒット曲「ハートに火をつけて」を出して出世の階段を駆け上っていくところで、だからこの男、カールした髪をオールバックにして革ジャンを着てドラッグに酔っていたモリソン、にしてみるとステージは狭過ぎたし低かった。全てがふさわしくない感じだった。本当に面白かった。彼のパフォーマンスが大好きだった。俺の一部は「おい、こいつはすごい。奴は本当に客を怒らせてるぜ」と思ってた。「くそったれ、お前ら空っぽ空っぽ空っぽだ」「マスでもかいてろ」と罵倒するモリソンに向かって客が押し寄せてた。だが一方、こうも思った。「彼らがレコードをヒットさせたら、こんな騒ぎとはおさらばだろう。だったら、俺達がバンドでこいつをやらない手はない」ってね。それは天啓だったな。「おい、これならできるぜ！」ってね。で、実際にそうしたのさ。
モリソンが人気バンドのフロントマンでありながら極端な振る舞いを見せていたため、イギーはそれを更に上回ることを意識した。徐々に過激化していったイギーのステージパフォーマンスは、割れたガラスの上を転がりまわったり、群衆を前にして局部を露出するところまでに至ることになる。
バンド活動を続けていく中、デトロイトロックシーンの中心的存在だったMC5と繋がりを持ち、様々なギグで共演を続けていくうちに、エレクトラ・レコードでザ・ドアーズのパブリシティを担当していたダニー・フィールズの目に留まり、1968年10月8日、MC5とともにエレクトラ・レコードとレコードリリース契約を締結することになった。その際、バンド名が長い、ということでザ・ストゥージズに改名している。
ダニー・フィールズがアンディ・ウォーホルとの人脈を持っていたこともあって、デビューアルバム『イギー・ポップ・アンド・ストゥージズ』のプロデューサーにはヴェルヴェット・アンダーグラウンドを脱退したばかりのジョン・ケイルが起用された。レコーディング中にザ・ストゥージズはウォーホルのファクトリーに出入りできることになり、イギーはニコと知り合うことになった。
1969年5月3日のオハイオ・ウェスリアン大学でのライブでは、ドラムスティックの尖端で自分の胸を切り裂き始め、血塗れのままライブを行った。
同年8月5日、デビュー・アルバム『イギー・ポップ・アンド・ストゥージズ』がリリースされ、ビルボード総合チャートで最高位106位とローカルバンドとしてはまずまずのチャートアクションを記録したが、イギー及びスコット・アシュトンの薬物依存とデイヴ・アレクサンダーの過度の飲酒癖によって徐々にバンドは混乱状態に陥っていくことになる。
セカンドアルバム『ファン・ハウス』制作にあたり、インパクトのある楽器を追加したいというイギーの考えから、イギーの大学の後輩で、カーナル・キッチンというインストゥルメンタルユニットで活動していたサックス奏者のスティーヴ・マッケイをレコーディングに参加させた。
ドン・ガルッチがプロデューサーを務め、デビュー前に持っていたインストゥルメンタルバンドとしての側面と、デビュー後に見せたロックンロールバンドとしての側面を融合させたこのアルバムは1970年7月7日にリリースされ、著名な音楽評論家レスター・バングスにクリーム誌上で絶賛されるが、チャートアクションはデビューアルバムを下回ってしまった。
1970年6月13日のシンシナティでのライブでは、全身にピーナッツバターを塗るパフォーマンスを行った。
『ファン・ハウス』が商業的に失敗に終わった後、ザ・ストゥージズはツインギター体制とし、新たな展開を模索していたが、メンバーは短期間で入れ替わり、リーダーであるイギーが薬物入手のためにエレクトラから得た契約金にメンバーに無断で手をつけ、更にロン・アシュトンを除くメンバー全員も薬物依存だったため、やはり薬物入手のために機材を売り払うなど、コントロールを失っていった。
そんなバンドにエレクトラは見切りをつけ、イギーがメンバー（スコット・アシュトン、ジェームズ・ウィリアムソン）と同居していたマンションに担当者を派遣すると、次回作のために準備していた新曲を確認し、「出来が良くない」と告げて契約を解除した。これにより、ザ・ストゥージズは商業的に行き詰まってしまう。
加えて、イギーが薬物依存症治療のために施設に通い始め、当時の作曲パートナーでもあったジェームズ・ウィリアムソンも肝炎に罹患して療養生活に入るなど、メンバーが継続的に揃うことも難しくなったことから、1971年7月9日にザ・ストゥージズは解散を宣言した。

#### イギー＆ザ・ストゥージズ: 1972年 - 1974年
ザ・ストゥージズ解散後の1971年9月、ダニー・フィールズからの紹介でイギーはデヴィッド・ボウイとマクシズ・カンサス・シティで会い、彼の所属事務所メインマンに誘われた。イギーは誘いを受けて事務所と契約し、その結果、コロムビアから2枚のアルバムレコーディング契約を手に入れることになった。

1972年3月、イギーはデヴィッド・ボウイのマネージャーでありメインマンの社長だったトニー・デフリーズに連れられてロンドンに向かうと、バックバンドを探すように指示された。イギーはまず、ザ・ストゥージズ末期に作曲パートナーを務めていたジェームズ・ウィリアムソンをロンドンに呼び、2人でバックバンドを探し始めた。事務所は当初、ピンク・フェアリーズとのコラボレートを提案したが2人は断り、オーディションで新しいメンバーを探したものの、意に沿う人材が見つからず難航した。ロンドンに向かった当初のイギーは全く新しいバンドを組むつもりではいたものの、最終的にウィリアムソンの提案でロン・アシュトンがベーシストへ転向することを前提に、アシュトン兄弟を呼び寄せることにした。この提案をロン・アシュトンが受け入れたため、結果的にザ・ストゥージズが再結成することになるが、「イギーをメインに据えたい」という事務所の意向からバンドは「イギー＆ザ・ストゥージズ」と名乗ることになり、実際にこのメンバーで製作されたアルバム『ロー・パワー』ではそのバンド名がクレジットされている。
1972年7月15日、再始動したイギー＆ザ・ストゥージズはロンドンのキングスクロス地区にあるキングスクロス・シネマでお披露目ギグを行い、これを成功させた。ここで披露した曲はザ・ストゥージズ末期に書かれたものが中心だったが、事務所がこれを気に入らず、新たな曲を書くように要求して他の仕事を入れなかったため、バンドは2ヶ月ほど作曲とリハーサルに明け暮れることになった。
1972年9月10日に『ロー・パワー』のレコーディングが始まったが、予定されていたデヴィッド・ボウイのプロデュースをイギーが断ったことに加え、ボウイ自身も初の大規模なワールドツアーの最中で事務所もその対応に忙殺されており、レコーディングスタジオにはスタジオエンジニアがいた程度で事務所の関係者は同席しておらず、事実上の放置状態で制作が進められることになった。
十分にリハーサルされていたこともあってレコーディングは1ヶ月程度で終了したが、事務所は楽曲が気に入らないことに加えてミックスが稚拙なものだったことを問題視し、ボウイにリミックスを依頼するように指示するとともにメンバー全員をロサンゼルスに移動させた。メンバーはビバリーヒルズ・ホテルに滞在し、そこでボウイと会った。ツアースケジュールを1日だけ空けて出向いたボウイは、24トラック中3トラックしか使用されていない上、その3トラックも楽器ごとに分離録音されていないというマスターに手を焼き、ヴォーカルとギターを目立たせる一方で低音が目立たなくなる形に妥協することで仕上げた。ミックスダウン完了後、事務所はメンバーをビバリーヒルズからハリウッドに移動させた。

このような騒動を経て『ロー・パワー』は1973年2月にリリースされるが、キングスクロスのギグが当時の基準では過激なものだったことから事務所はバンドをツアーに出すことに消極的で、加えてアルバムの内容も気に入らなかったことから、ツアーやプロモーション活動を企画することなくバンドをハリウッドに放置した。

結果的に『ロー・パワー』はプロモーションがほとんど行われないことになり、『ファン・ハウス』に続いて商業的に失敗した。
放置状態に苛立ちを募らせていたイギーだったが、ある日、イギーが滞在していたホテルにデフリーズが訪れ、ミュージカル「ピーターパン」への出演を提案した。見当違いとも言える仕事の提案にイギーは激怒して断り、これがきっかけとなって、それまでも意向を無視した彼らの行動に手を焼いていた事務所は1973年5月頃にザ・ストゥージズを解雇した。
事務所は解雇されたが、コロムビア社長のクライヴ・デイヴィスと副社長のスティーヴ・ハリスは彼らを見捨てておらず、ハリスは新たにマネージャーとなったジェフ・ウォルドに『ロー・パワー』のプロモーションツアーを提案した。ウォルドはこの提案を受け入れ、1973年7月30日に「Iggy at Max's at Midnight」と銘打たれたニューヨークのマクシズ・カンサス・シティの公演を皮切りにプロモーションツアーを開始した。

このツアーでイギーのステージングはこれまでになく自傷的で過激なものとなった。1973年7月31日には、マクシズ・カンサス・シティで割れたガラステーブルの上に転がるというパフォーマンス（またはアクシデント）が発生した。割れたガラスで怪我をするとその傷口から出る血を観客に振りまいた。同夏のミシガン州のライブでは、観客に食べかけのスイカを投げつけ、ステージ上で嘔吐した。スイカが当たった女性は軽い脳震盪を起こした。
しかし、新たなマネージャーが計画するツアー日程は著しく非効率なものでバンドを消耗させ、かつ経済的にも十分に満たされないなど体力面、経済面の双方で厳しい状況が続いた。
1973年末、クライブ・デイヴィスがコロムビアの社長を解任され、庇護者がいなくなったザ・ストゥージズは2枚目のアルバムをリリースすることなく1974年初頭に契約を解除された。これにより、ザ・ストゥージズは商業的な先行きが不透明になってしまう。
1974年2月、ミシガン州デトロイト近郊で小規模なギグを行なったザ・ストゥージズはそこでスコーピオンズという暴走族と暴力沙汰を起こし、更に翌日、プロモーションのために出演したラジオ番組で、イギーがデトロイトのミシガン・パレスでギグを行うから来いと暴走族を挑発したところ、スコーピオンズのメンバーを名乗る人物から殺害予告の電話が入った。当日のギグはこの一件でナーバスになったイギーがステージ上から観客を挑発、罵倒し続けたために様々なものがステージに投げつけられるという大変な状況に陥り、結果、それまでのツアーで疲弊していたバンドは、この騒動が引き金となってイギーの提案で解散することになった。
8月11日のロサンジェルスのライブでは、The Murder of a Virginと称して自分を鞭打たせるパフォーマンスを行い、その後、血だらけになったまま、黒人の観客を人種差別的な暴言をはき怒らせ、ステージに持参していたナイフで自らを刺すよう挑発した。
同年のToledoでのライブでは、イギーを嫌うファンたちは、彼が観客に向かって頭からダイブすると、観客は彼が地面に落ちるように受け止めずに避けた。

### デヴィッド・ボウイとのベルリン時代: 1976年 - 1978年

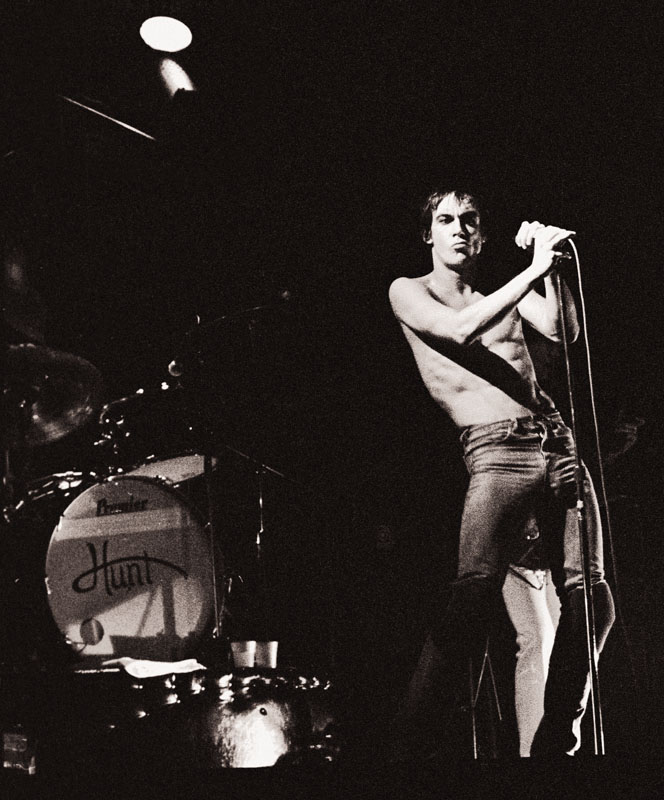
ミネアポリス州立劇場 1977年10月25日

ザ・ストゥージズを解散したイギーはウィリアムソンとともにロサンゼルスに向かい、数回のギグを開催するなど音楽活動の継続を模索した。加えて薬物依存がコントロールできない自身に危機感を抱き、自ら治療施設（UCLA神経精神医学研究所）に入った。そんな中でウィリアムソンがイギーと自身の音楽キャリア継続のため、ザ・ストゥージズ末期に出来上がっていた楽曲を含む新アルバムの制作を構想し、自宅のカセットレコーダーに曲を録音し始めた。これは後にデモテープ制作に発展し、イギーも治療施設から外出許可が下りた際はレコーディングに参加した。制作されたデモテープにはどのレーベルも興味を示さず、この時点ではリリースすることができなかったが、後に『キル・シティ』と名付けられ、1977年に発売される。
この頃、しばらく疎遠になっていたイギーとボウイの親交が復活し、『ステイション・トゥ・ステイション』のレコーディング現場に顔を出すなど、改めて交流が始まった。ボウイは治療施設への訪問やコラボレーションの試行など、ロサンゼルスで散発的にイギーの面倒を見ていたが、やがて自身のツアー（アイソラー・ツアー）にイギーを同行させることを決めた。イギーは後に、このツアーに同行することでプロフェッショナルなミュージシャンとはどのように周囲と協業していくものなのかを学んだと語っている。
1976年6月、ツアーが終了すると、イギーとボウイはフランスのポントワーズにあるエルヴィル城に滞在してボウイプロデュースの下、本格的なコラボレーションを開始する。このスタジオでのレコーディングにはドラムにミシェル・サンタンゲリ、ベースに元マグマのローラン・ティボーが参加しているが、ボウイが演奏したバックトラックが多く採用されている。その後、ボウイとイギーは西ベルリンに移ってマンションで共同生活を始め、薬物依存の治療を受けつつ、コラボレーションを継続した。
イギーは当時ボウイが所属していたレコード会社RCAレコードと3枚のレコードリリース契約を結び、1977年3月、コラボレーションの成果として初のソロアルバム『イディオット』をリリースした。このアルバムは商業的に成功し、その後に行なった短期間のソロツアーも成功したことでまとまった収入を得たイギーは、西ベルリンでマンションを借りて恋人のエスター・フリードマンとの同棲を開始し、ボウイとの共同生活を終了した。
1977年8月、再びボウイプロデュースの下で、『キル・シティ』にも参加していたセイルズ兄弟（トニー・セイルズとハント・セイルズ）をバックバンドに採用した『ラスト・フォー・ライフ』を発表する。このアルバムはイギリスでは『イディオット』を上回るチャートアクションを見せたが、アメリカでは発売のタイミングがエルヴィス・プレスリーの死去と重なっため、エルヴィスのバックカタログを大量に保有するRCAレコードはほとんどが廃盤になっていた旧譜再発に注力することになり、『ラスト・フォー・ライフ』のプロモーションには労力を割かなくなったため、商業的に失敗した。この扱いに対してRCAレコードに不信感を持ったイギーは、『ラスト・フォー・ライフ』のツアーを終えると契約を消化するためにライブアルバム『TV Eye:1977 ライヴ』を1978年4月にリリースし、そのままRCAレコードを離れ、ボウイの下からも立ち去った。

### ソニックス・ランデヴー・バンド: 1978年
『TV Eye：1977 ライヴ』リリース前の1978年初頭、イギーはスコット・サーストンを除くそれまでのバンドメンバーを解雇した。これはソニックス・ランデヴー・バンドをバックバンドに据えるための措置だった。
1977年の『ラスト・フォー・ライフ』ツアー中、デトロイトに里帰りしたイギーは旧友のスコット・アシュトンが参加していたバンド、ソニックス・ランデヴー・バンドとジャムセッションを行っていた。このセッションに満足したイギーは、デトロイト・ロックシーンの中心的な存在（元MC5のフレッド・“ソニック”・スミス、元レイショナルズのスコット・モーガン、元ジ・アップのゲイリー・ラスムッセン）が集まっていたこのバンドで、デヴィッド・ボウイとコラボレーションした2作とは毛色の異なるギターロックを志向した演奏をしたいと考え、彼らへ『TV Eye ライヴ』ツアーへの参加を打診した。バンドメンバーのうち、スコット・モーガンは参加を断ったが、他のメンバーは承諾したため、サウスロンドンのバタシーにあるスタジオでリハーサルを開始した。しかし、最終的にアルバム制作まで考えていたイギーに対し、バンドの中心的メンバーのフレッド・スミスが「メンバー全員が参加して一から作曲をするのでなければ意味がない」と主張して、単なるバックバンドとして扱われるレコーディングには難色を示した。

『TV Eye ライヴ』ツアー自体は1978年5月から無事に開始されたが、この溝は最後まで埋まらず、加えてフレッド・スミスがパティ・スミスとの交際を開始したため、長期に渡ってアメリカを離れることに消極的となり、更にバンド初のシングル「シティ・スラング」がアメリカで発売されることもあって、イギーとバンドはスタジオレコーディングをすることなく、1ヶ月程度で袂を分かった。

### アリスタ時代: 1979年 - 1981年
ソニックス・ランデヴー・バンドとのコラボレーション終了後、イギーはまだ自宅のあった西ベルリンに戻って休養と新曲の製作に充てた。その間、新たにマネージャーとなったピーター・デイヴィスがアリスタと交渉し、3枚のアルバム製作契約をまとめた。A&R部門の統括者ベン・エドモンズがイギーを評価していたために実現した契約だったが、当時のアリスタ社長、クライヴ・デイヴィスはコロムビア時代にストゥージズを庇護したにもかかわらず、その期待に応えてもらえなかったことを覚えており、イギーの作品のアメリカにおける商業価値に懐疑的で、アルバムのアメリカ発売を確約しなかった。

#### ニュー・ヴァリューズ

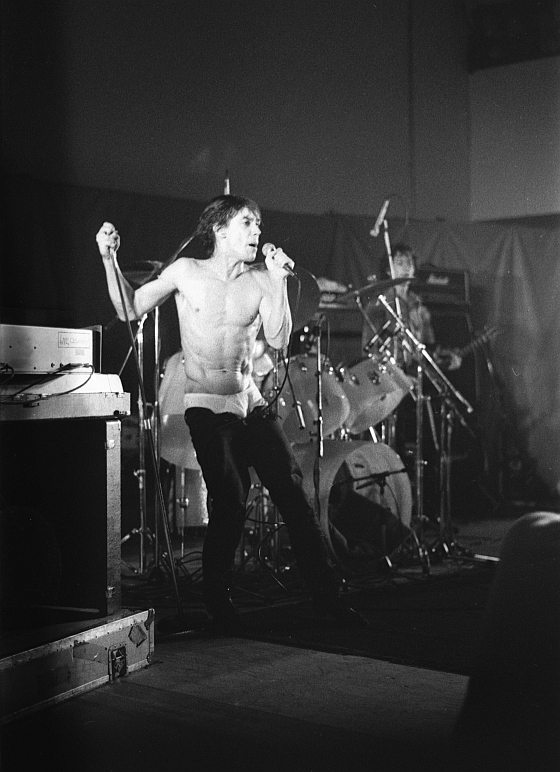
イギリス・カーディフ・学生会館　1979年5月9日

『キル・シティ』は1974年時点ではそのデモテープに全てのレーベルが価値を認めなかったが、『イディオット』と『ラスト・フォー・ライフ』の商業的成功にあやかる形で1977年11月に発売されると、高評価と好調なセールスを記録した。

この評価を見てイギーは新作のプロデューサー兼ギタリストとしてジェームズ・ウィリアムソンを希望した。

ピーター・デイヴィスは元々ウィリアムソンのプロデュース能力に懐疑的で、ベン・エドモンズもデモテープを無視した人物の1人だったが、2人ともイギー同様にこの高評価を見て考えを変え、ウィリアムソンを招くことに同意した。

ソニックス・ランデヴー・バンドをバックバンドにすることに失敗したイギーは、レコーディングの開始までにバンドメンバーを揃える必要があったが、イギーの休養中に短期間アイク&ティナ・ターナーのバックバンドを務めていたスコット・サーストンが、そのバックバンド、アイク&ティナ・ターナー・レヴューからジャッキー・クラークを呼んでくることに成功した。ジャッキー・クラークは本来ギタリストだったがベースも弾けたため、彼をベーシストとした。

ギターはウィリアムソンに担当させる予定だったが、長らくギターを弾いていなかったウィリアムソンは乗り気でなく、サーストンがほぼ全編にわたって担当することになった。ドラマーはイギーと西ベルリンで知り合った元タンジェリン・ドリームのクラウス・クリューガーを起用した。

レコーディング場所は、イギー自身はヨーロッパを希望したが、予算の関係からロサンゼルスのパラマウント・スタジオで行われることになった。マネージャーのピーター・デイヴィスはイギーのためにコカインを用意するような人物だったため、イギーは再度、薬物に依存する生活を送ることになったが、サーストンとウィリアムソンが仕切ったレコーディングは順調に進み、新作『ニュー・ヴァリューズ』は1979年4月にリリースされた。

『ニュー・ヴァリューズ』は音楽メディアに高く評価されてラジオのオンエアも好調で、順調な状況のままイギーはヨーロッパツアーを開始する。

このツアーにウィリアムソンは同行せず、サーストンはツアーでは基本的にキーボード専任だったため、イギーはベーシストとしてレコーディングに参加したジャッキー・クラークを本来のポジションであるギタリストに戻し、新たに元セックス・ピストルズのベーシスト、グレン・マトロックに参加を打診した。自身のバンド、リッチ・キッズが活動を停止したばかりのマトロックは要請を受け入れてツアーに参加した。

#### ソルジャー
評価は高かった『ニュー・ヴァリューズ』だが、チャートアクションは『イディオット』『ラスト・フォー・ライフ』といった前2作を下回ってしまう。

チャートアクションを見たアリスタは、ツアー中のイギーに次作の準備をするように要請すると共にウェールズのロックフィールド・スタジオを確保した。そのため、イギーは1979年6月のツアー終了後、休むことなくレコーディングに取り掛かることになった。

ツアー中、イギーは優れたソングライターでもあったマトロックを新たな作曲パートナーに据えることを構想し、作曲に参加させることにした。この動きを見たそれまでの作曲パートナー兼バンドマスターのスコット・サーストンは自身の解雇を予想していたが、実際に次作のレコーディングには参加させないということをイギーから告げられると、ツアー終了後にジャッキー・クラークを連れてバックバンドから離脱してしまった。

ギタリストとキーボードを一度に失ったイギーは、また新たにバンドメンバーを集める必要があったが、その前にプロデューサーとして再びジェームズ・ウィリアムソンを確保した。前回と異なり、国外に出向かねばならない上に旧友のサーストンもおらず、そのうえメンバーも確定してない、という状況下のレコーディングに乗り気ではなかったウィリアムソンだが、当時、大学に在学中で学費の捻出に迫られていたため、同意する。

レコーディング前のリハーサル時点ではウィリアムソンがギターを担当していたが、「自分の考えるレベルに達していない」とウィリアムソン自身が申し出たため、結局、マトロックがリッチ・キッズの同僚だったスティーヴ・ニューを呼び出して解決した。キーボードは元XTCで、当時は特に音楽活動をしていなかったバリー・アンドリュースを起用した。

しかし、成り行き上バンドマスターを任されたマトロックはバンドマネジメントに慣れていなかったことからバンドを仕切ることに失敗し、昼間からメンバーが飲酒するような状況に陥った。イギー自身は作詞に追われてバンドメンバーの面倒を見る暇がなかったため、ウィリアムソンが現場を仕切ることになったものの、規律の乱れたメンバーに対してオーヴァーダビング用として延々と同じパートのリプレイを求めたうえに、メンバーから出されたレコーディングのアイデアも、まとまっていない段階であれば時間もないことから容赦なく却下するという態度を見せたため、スタジオの雰囲気は悪かった。

雰囲気に加え、予算と完成期日の超過も懸念され始めたため、この状況を見たアリスタのスタッフは、状況打開のためにデヴィッド・ボウイとパティ・スミス・グループのアイヴァン・クラールを呼び出した。

ボウイは「プレイ・イット・セーフ」のコーラス参加という名目で一晩だけの参加に合意したが、雰囲気を改善するために呼ばれたという自身の役割を分かっており、卑猥な冗談とマーガレット王妃に関する不敬な冗談をそれぞれ語って場を盛り上げた。その雰囲気に乗ったイギーはその冗談を応用した歌詞を即興で作り上げて「プレイ・イット・セーフ」のレコーディングを行った。その内容ではとてもラジオでオンエアできず、発売も難しくなると考えたウィリアムソンが注意したところ、イギーは反発し「お前はこの場所に相応しくない」と糾弾してスタジオは混乱した。更に、ボウイが自身の恋人に手を出そうとしたと勘違いしたスティーヴ・ニューがボウイを殴ってしまうという事件も起き、その日のレコーディングは混乱のまま終了した。

翌日、ボウイは去り、ウィリアムソンもレコーディング終了を待たずにイギーに解雇され、帰国してしまった。また、スティーヴ・ニューもボウイを殴ったことに対するイギーからの報復を恐れて姿をくらませた。

この騒動を見て、アリスタからA&R部門の統括者ターキン・ゴッチと財務担当者のビーター・レヴィンソンが事態収拾のために駆けつけた。結果、ロックフィールド・スタジオのハウスエンジニア、パット・モランをプロデューサーに据え、アイヴァン・クラール指揮の下で足りない部分を取り急ぎレコーディングし、マスターテープを完成させた。完成したマスターテープはニューヨークのレコード・プラント・スタジオに送られてパティ・スミスやトム・ペティなどとの仕事で知られるエンジニア、トム・パヌンツィオの手に最終ミックスが委ねられることになった。

#### ニュー・ヴァリューズ・ツアー・US
アリスタは『ソルジャー』のレコーディング完了時の1979年10月に、アメリカで前作『ニュー・ヴァリューズ』をリリースすることを決めた。これにより、イギーは『ソルジャー』のレコーディング完了後、すぐに前作のプロモーションのために北米ツアーに出るという奇妙な状況に置かれることになった。

行方をくらませたスティーヴ・ニューはツアーのリハーサルにも顔を出さなかったためにギタリストが足りず、イギーは元ダムドで、当時は新バンド、タンズ・ダー・ユースでキャリアを模索していたブライアン・ジェームズに参加を打診した。ザ・ストゥージズの大ファンだったジェームズは受け入れ、結果的に有名なブリティッシュ・パンクバンドの元メンバーが2人参加したツアーが実現する。

ツアーは『ニュー・ヴァリューズ』のアメリカリリース直後、1979年10月の終わり頃から開始されたが、『ソルジャー』リリース日までに完了させる必要があったため、スケジュールが非常にタイトで、終了と共にブライアン・ジェームズはこれ以上の同行を拒否した。また、レコーディング中にアイヴァン・クラールにバンドマスター兼作曲パートナーとしての役割を取って代わられたマトロックも「同行している意味がない」と判断し、加えて『ソルジャー』の最終ミックスが気に入らなかったこともあり、ツアー終了後に離脱した。イギーのマネージャー、ピーター・デイヴィスもこの頃にイギーの前から姿を消した。

ツアーは1ヶ月程度で終了したが、『ニュー・ヴァリューズ』のセールス強化には結びつかず、ビルボード最高位は180位に終わった。

#### ソルジャー・ツアー
様々な混乱に見舞われた『ソルジャー』は1980年2月にリリースされた。こちらはアメリカでも同時期に発売されたため、ヨーロッパと北米を中心とした長期のツアーが企画された。

アイヴァン・クラールはニューヨークパンク・シーンの仲間の伝手を辿り、補充メンバーとして元マンプスのロブ・デュプレイをギタリストとして、元ジョニー・サンダース＆ザ・ハートブレイカーズのビリー・ラスをベーシストとして連れてきた。

新メンバーでイギリスツアーを終了し、北米ツアーに移るが、今度はイギーが「今のリズムセクションはバンドの和を乱すからクビにする」と言い出した。元々、イギーがツアー中に見せる奔放な生活に嫌気が差していたドラムスのクリューガーと、同じく嫌気がさしていたビリー・ラスは解雇を受け入れた。

そのため、再びクラールはメンバー補充のためにニューヨークに飛び、ジョン・ケイルとコラボレーションした際に面識を得たセッション・ドラマー、ダグラス・バウンから参加の了解を取り付けた。しかし、ベーシストは見つからず、結局オーディションでマイケル・ペイジを採用した。

この後メンバーは固定され、ツアーは3ヶ月ほど続けられたが、『ソルジャー』のセールスはアリスタの想定する水準、『イディオット』『ラスト・フォー・ライフ』と同程度の水準には達しなかったため、マネージャーの庇護もない中、イギーはアリスタの財務担当者のプレッシャーに直接晒されることになった。

#### パーティ
『ソルジャー』のヨーロッパツアー終了後、イギーとクラールはニューヨークに滞在して曲を書きため、次作のレコーディングに臨んだ。バックバンドはツアーメンバーがそのまま務め、プロデューサーは『ソルジャー』の最終ミックスを担当したトム・パヌンツィオが務めた。

一通りのレコーディングが完了した後に仕上がりを確認したアリスタの財務担当者、チャールズ・レヴィンソンは「コマーシャルな曲がない」とイギーとクラールにプレッシャーをかけた。今回が契約延長の最後のチャンスと心得ていた2人はシングル用の「コマーシャルな曲」の製作と、スタンダード曲のカヴァーを承諾した。

チャールズ・レヴィンソンは収録曲のラインナップだけでなく、パヌンツィオのプロデュースワークにも不満を持っていたために他のプロデューサーを探し、トミー・ボイスを呼ぶことに成功した。スタンダード曲カヴァーのために呼ばれたボイスは製作中だった「コマーシャルな曲」、「バン・バン」を気に入り、この曲をプロデュースすることにも同意した。

レコーディング終了後、イギーは小規模な北米ツアーに出たが、新作リリース前のためアリスタの支援はなく、経費はブッキングエージェントから前借りしていた。その後も小規模なツアーを続けていくなかで、ギターとキーボード兼任だったクラールをギター専任とし、新たなキーボード奏者を呼ぶようクラールに求めた。クラールはパティ・スミス・グループのかつての同僚、リチャード・ソールを呼び、これに応えた。

1981年6月、新作『パーティ』が発売され、ツアーは改めてパーティ・ツアーと銘打たれてヨーロッパから開始された。しかし、この頃のイギーはアリスタからのプレッシャーとタイトなスケジュールからくるストレスを飲酒と薬物で糊塗しているという悪循環から抜け出せなくなっており、バンドのマネジメントはすべてクラールに任せきりだった。

ヨーロッパツアーを終了し、アメリカツアー初回、8月のニューヨーク公演3日目、クラールは、このままでは自身のキャリアが終わると危惧を覚え、ロードマネージャーのヘンリー・マグロガンに離脱を伝えると、イギーの前から姿を消した。
イギーはクラールの離脱にショックを受けたが、ツアーを中止するわけにはいかなかったため、急遽ギタリストを探したものの、すぐに参加できるプロフェッショナルは見つからず、止むを得ずイギーと仕事をしたがっていた元ブロンディのベーシスト、ゲイリー・ヴァレンタインを本職ではないギタリストとして起用した。

パーティ・ツアーはその後も続いたが、クラール離脱から1ヶ月も経たないうちに、『パーティ』のチャートアクションが期待したものではないことを理由にアリスタから契約の延長はないことがイギーに通告され、混乱のアリスタ時代が終了した。

アリスタからのプレッシャーとプロモーションと収益確保を兼ねたためにタイトになったツアースケジュールに悩まされ、アルコールと薬物に頼っていたこの時期を、後にイギーは「一番辛かった時期」と総括している。
今でこそ俺はソロアーティストとして認められてるけど、それは俺にとっちゃ選んでそうなったわけじゃなく、自然な流れでそうなっただけだったから、まだ完全にその状況に慣れちゃいなくてさ、きちんとしたプロダクションを作り上げるのにも手間取ったし、ツアー中も自分をコントロールするのが大変だった。気分的にも高低の波が大きすぎたね。
俺は自分じゃ、反抗的になろうなんて思った事は一度もなかった。ただ、ちゃんとやろう、自分のやり方でやろうって思ってただけさ。自分の音楽が良い音楽だって事もわかってた。ただ一つだけ俺にできなかったのは、業界で責任ある立場にある人間に、俺の物の見方をわかってもらう事だったね。
また、それぞれのアルバムについては『ニュー・ヴァリューズ』は「誇りを持っている。」、『ソルジャー』は「随分と長いこと好きになれなかった。」、『パーティ』は「全作中一番嫌いなアルバム」と評価している。

### ゾンビー・バードハウス: 1982年

#### フォロー・ザ・サン・ツアー
イギーはアリスタとの契約が終了するとツアー名からアルバムタイトル『パーティ』を外し、改めてフォロー・ザ・サン・ツアーと銘打ってツアーを続行した。このタイミングに合わせて、デヴィッド・ボウイの常連ギタリスト、カルロス・アロマーがゲストとして参加した。

このツアーのハイライトは1981年11月30日と12月1日にポンティアック・シルバードームで行われたスタジアムライブで、ローリング・ストーンズのサポートアクトとして参加した。

この時のイギーのステージ衣装は、革ジャンにミニスカートという組み合わせで、ミニスカートの下は下着なしでストッキングを履いており、事実上、局部を露出した状態だった。この服装で観客を罵倒し始めたため、様々なものがステージ目掛けて投げつけられた。ステージが終了し、バンドがバックヤードに戻ると、プロモーターのビル・グレアムは意外にも大喜びしていて、片付けたスタッフに作らせた投擲物のリストをイギーに示し、次にメインのローリング・ストーンズが控えているにもかかわらず、イギーにステージへ戻ってそのリストを読み上げて「贈り物」のお礼を言おうとけしかけた。イギーはこれに応え、グレアムとともにステージに戻り「以下の贈り物に感謝する。」と述べた後、戸惑う観客たちに向けて雄叫びで合いの手を入れながら、リストに書かれた投擲物を1つ1つを読み上げた。

それから1週間ほど後に、フォロー・ザ・サン・ツアーは終了し、イギーはニューヨークに戻った。

乱痴気騒ぎのようなフォロー・ザ・サン・ツアーの状況をゲストのカルロス・アロマーや、クレム・バークは楽しんでいたが、ギタリストのゲイリー・ヴァレンタインはついていけず、ツアー終了後にバンドを離脱した。

#### ゾンビー・バードハウス
ニューヨークに落ち着いたイギーはブロンディの中心人物、クリス・ステインから、彼が設立したインディーレーベル、アニマル・レコーズからの新作リリースを提案された。インディーレーベルにしては十分な前渡金を受け取ったイギーは、ギタリストのロブ・デュプレイに前渡金の一部を渡して作曲パートナーとし、1982年初頭から曲の準備を開始した。

レコーディングは、ニューヨークのブランクテープ・スタジオで行われ、同年4月頃に終了すると、イギーは恋人で写真家のエスター・フリードマンとともにジャケット写真撮影のためにハイチに渡った。当初の予定では数週間程度の滞在予定だったが、様々な騒動に巻き込まれて滞在費を使い果たしてしまい、フリードマンの金策が実るまで3ヶ月ほど滞在することになった。

フリードマンは帰国後にイギーにアルコールと薬物の依存症治療を受けさせるため、ハイチから離れる前にイギーの元内縁の妻であるポーレット・ベンソンに連絡を取り、ノースリッジ病院への入院を承諾させた。ロサンゼルスの空港で3人が落ち合うと、ベンソンが承諾書にサインして、イギーはそのまま入院することになった。フリードマンはニューヨークに戻ってジャケット写真をステインに渡し、止まっていた新作のリリース準備が進むことになった。

イギー退院後の1982年9月、新作『ゾンビー・バードハウス』がアニマル・レコーズからクリサリス・レコード配給でリリースされ、ローリング・ストーン誌といった音楽メディアで比較的高い評価を得ることに成功した。

翌10月、イギーは『ゾンビー・バードハウス』のプロモーションと収入確保を兼ねた初のワールドツアーを開始した。2ヶ月間でヨーロッパと北米を回り、ニューヨークで短期間の休息とメジャーレーベルとの契約を目指した活動を行なった後に、それまでは「ゾンビー・バードハウス・ツアー」と名乗っていたツアーの名称を「ブレイキング・ポイント・ツアー」と変更して、1983年2月から再開した。しばらく北米を巡った後、6月に日本に向かった。日本では将来の配偶者となるアサノ・スチと知り合い、そのままツアーに同行させてオセアニア方面に向かうが、オーストラリアでライブ中に負傷した女性から訴訟を起こされたため、その後のツアーは全てキャンセルし、7月にアメリカに帰国することになった。また同年、パブリックイメージと実像とのギャップに苛まれていたイギーはそれを解消すべく、初の自伝となる『I NEED MORE : The Stooges and other Stories』を女優・作家のアン・ヴェーラーと共著で出版。同書にはアンディ・ウォーホルによる序文、ウィリアム・S・バロウズやデボラ・ハリーによる寄稿文が掲載されている。この自伝の印税が後のスティーヴ・ジョーンズとの共同制作への糧となる。

### 休養期間、そしてデヴィッド・ボウイとの再会: 1983年 - 1985年
ブレイキング・ポイント・ツアーを終了してからのイギーは、依存症治療に取り組むとともに心身と生活の立て直しに専念し、音楽業界の表舞台からしばらく身を引くことになった。

#### レポマン
1983年7月、スチと共にロサンゼルスに滞在したイギーは、再びダニー・シュガーマンに勧められ、著名な医学者マレイ・ザッカー指導の下で、再度の依存症治療に取り組んだ。

イギーは最終的に11月までロサンゼルスに滞在し、その間にシュガーマンに誘われて映画「レポマン」のサウンドトラック製作に参加することになった。このサウンドトラックでイギーは、チェッカード・パストのメンバーをバックバンドに従えて、表題曲のヴォーカルを務めるとともに、同曲の作曲にも関わった。。

#### デヴィッド・ボウイとの再会
1983年8月、デヴィッド・ボウイがイギーとの共作曲「チャイナ・ガール」を大ヒットさせ、このヒットからもたらされた印税収入により、イギーの経済的な苦境は一気に解決されることになった。

1983年12月、シリアス・ムーンライト・ツアーを終了したボウイからの誘いを受けて、休暇先のインドネシアに向かったイギーは、後にアルバム『トゥナイト』に収録されることになる「タンブル・アンド・トゥワール」をボウイと共作し、『ラスト・フォー・ライフ』以来のコラボレーションを復活させた。

翌1984年5月、ボウイが『トゥナイト』のレコーディングを開始し、イギーはこれに5日間参加して「ダンシング・ウィズ・ザ ・ビッグボーイズ」の共作とデュエットを行った。この『トゥナイト』への参加は、収入面だけでなく、表立った音楽活動を控えていたイギーの名前を広めるのに役立った。スーパースターとなっていたボウイと頻繁に協業したことでセレブの仲間入りを果たし、ピープル誌に生活振りが取り上げられるような存在となっていった。

1984年9月、ボウイがNMEのインタビューで来年予定しているプロジェクトとして「イギーとのアルバムレコーディング」を挙げ、イギーが新作の準備に取り掛かっていることを示唆した。一方で、イギーは当初単独で準備を行う予定だったが、思うような進捗とならなかったため、「レポマン」で協業したスティーヴ・ジョーンズに声をかけ、1985年6月頃から2人で作曲を開始した。10月頃に2人で9曲収録のデモテープを作り上げると、11月頃ボウイに披露し、これをボウイが気に入ったことから、レコーディングプロジェクトが本格的に始動した。

また、同じ1985年、イギーは新しいマネージャー、アート・コリンズと契約し、ビジネス面でも準備を進めていった。

### ブラー・ブラー・ブラー: 1986年 - 1987年
俺のやったあらゆる過激な事は、もともと俺の中にあったものなんだ。ただこのところ、刺激に頼らずに自分の作品をもっと覚醒したものにする、という新しいやり方を取り入れたんだ。10分ほど魚みたいにのたうち回ってあとはひっくり返っちゃうなんていうのじゃなく、今後はおそらくもっと興奮のエネルギーが長続きするようになるだろうね。

#### ブラー・ブラー・ブラー

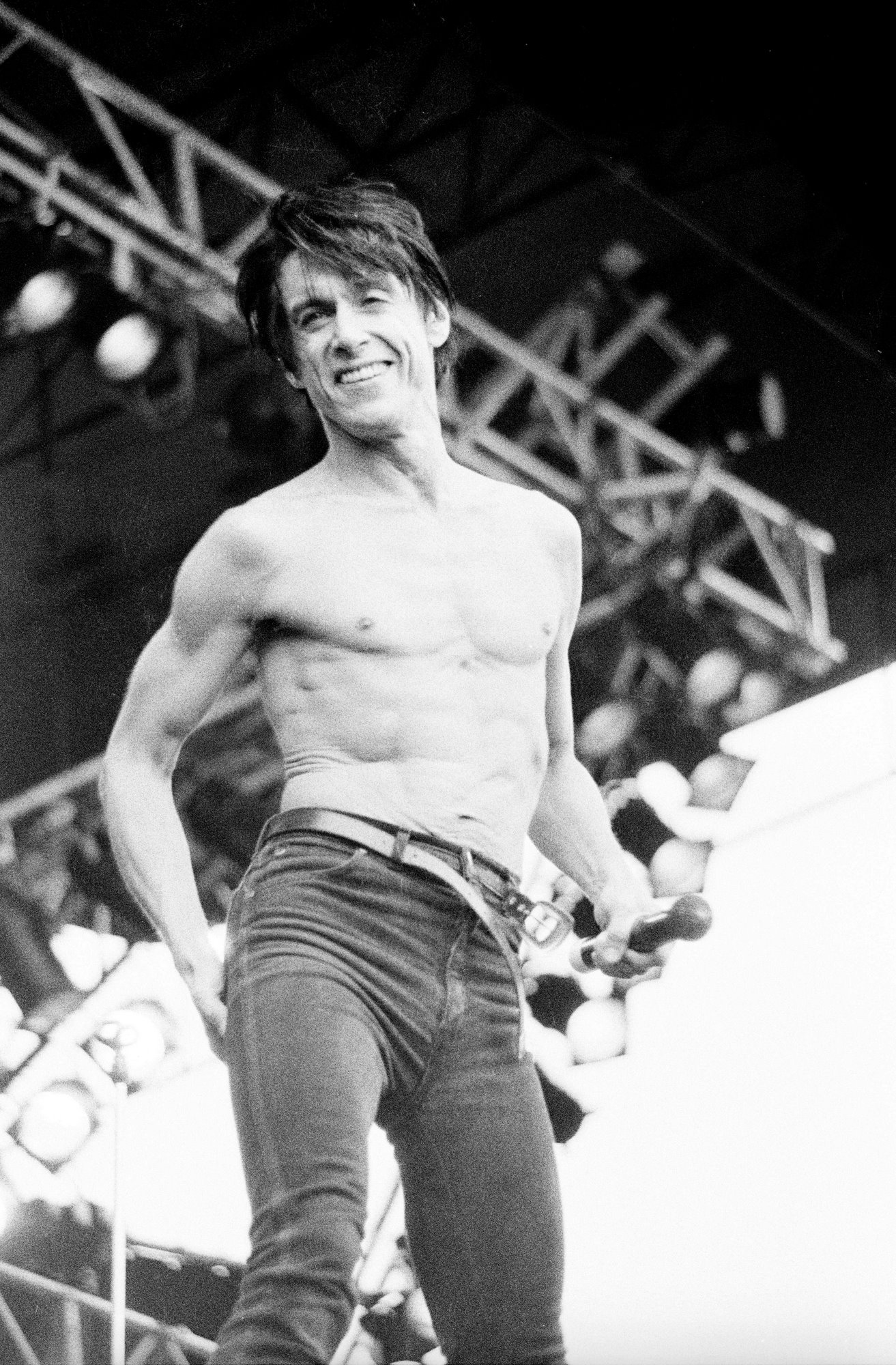
ピンクポップ1987 バークトスポーツ公園 1987年6月8日

1985年12月、イギーとボウイはカリブ海のマスティク島に滞在し、3ヶ月かけて新作のための曲を共作した。

翌1986年5月、スイスモントルーのマウンテン・スタジオに移り、ボウイとの共同プロデューサーとしてデヴィッド・リチャーズを迎え、レコーディングを行った。

レコーディング終了後に配布されたテープにはA&Mとヴァージン・アメリカが反応し、最終的ににA&Mが500,000ドルの契約金を提示して、配給権を獲得した。

1986年10月23日、『ブラー・ブラー・ブラー』と名付けられた4年振りの新作がリリースされた。A&Mはこのアルバムを慎重にプロモートすることを心がけた。PR写真は休養期間中に獲得したセレブレティイメージそのままの物を使用し、リリースに伴うツアーはイギーの人気が高く、集客を見込め、その後のプロモート用映像に使用する際にも好都合な大都市を重点的に回る短期間のものに留めた。その他の地域ではテレビ出演を中心としたプロモートに徹し、新曲「リアル・ワイルド・チャイルド (ワイルド・ワン)」の宣伝に努めた。イギーもこれまでと異なり、レーベルの期待通りの応対を各所で見せ、アルバムやシングルのセールス寄与に気を配った。

結果的に『ブラー・ブラー・ブラー』は、イギーのアルバムとしては『イディオット』以来のビルボード100位以内にチャートイン（最高位72位）し、イギリスでも『ラスト・フォー・ライフ』以来の50位以内（最高位43位）を記録した。イギリスではこれに加えてシングル「リアル・ワイルド・チャイルド (ワイルド・ワン)」がチャート最高位10位を記録し、イギーのヨーロッパにおける人気の高さと、商業的な可能性を改めて証明することになり、音楽業界第一線への復帰に花を添えた。

#### リスキー
1987年、リリースに伴う短期間のツアーから、プリテンダーズのサポートアクトとしてツアーを再開させるまでの間、イギーは坂本龍一のアルバム『ネオ・ジオ』に歌詞とヴォーカルを提供した。これは坂本からの要望ではなく、本作の共同プロデュースを務めたビル・ラズウェルからの要請に応えたもので、イギーはラズウェルとともにハワイにあるジョージ・ベンソン所有のスタジオでヴォーカルを収録した。この曲「リスキー」は日本国内で坂本が出演した日産セドリックのCMに採用され、日本国内でのイギーの知名度向上に寄与した。また、このコラボレーションが成功したことで、イギーとラズウェルの間に交流が生まれ、2人はイギーの自宅で次作に関するプランを頻繁に話し合うことになった。

### ブラー・ブラー・ブラー以降
その後も、ヘヴィメタル、グランジといったハードロックの新たなムーヴメントが起こるたびに評価が高まるというキャリアを送る中、元セックス・ピストルズのスティーヴ・ジョーンズ（『ブラー・ブラー・ブラー』『インスティンクト』『アメリカン・シーザー』）、ガンズ・アンド・ローゼズのスラッシュとダフ・マッケイガン（『ブリック・バイ・ブリック』）、ライ・クーダーやジャクソン・ブラウンとのセッションで知られるデヴィッド・リンドレー（『ブリック・バイ・ブリック』）、ボブ・ディラン、ローリング・ストーンズ、ボニー・レイットを手がけたプロデューサーのドン・ワズ（『ブリック・バイ・ブリック』『アベニューB』）など充実したメンバーたちと活動する。

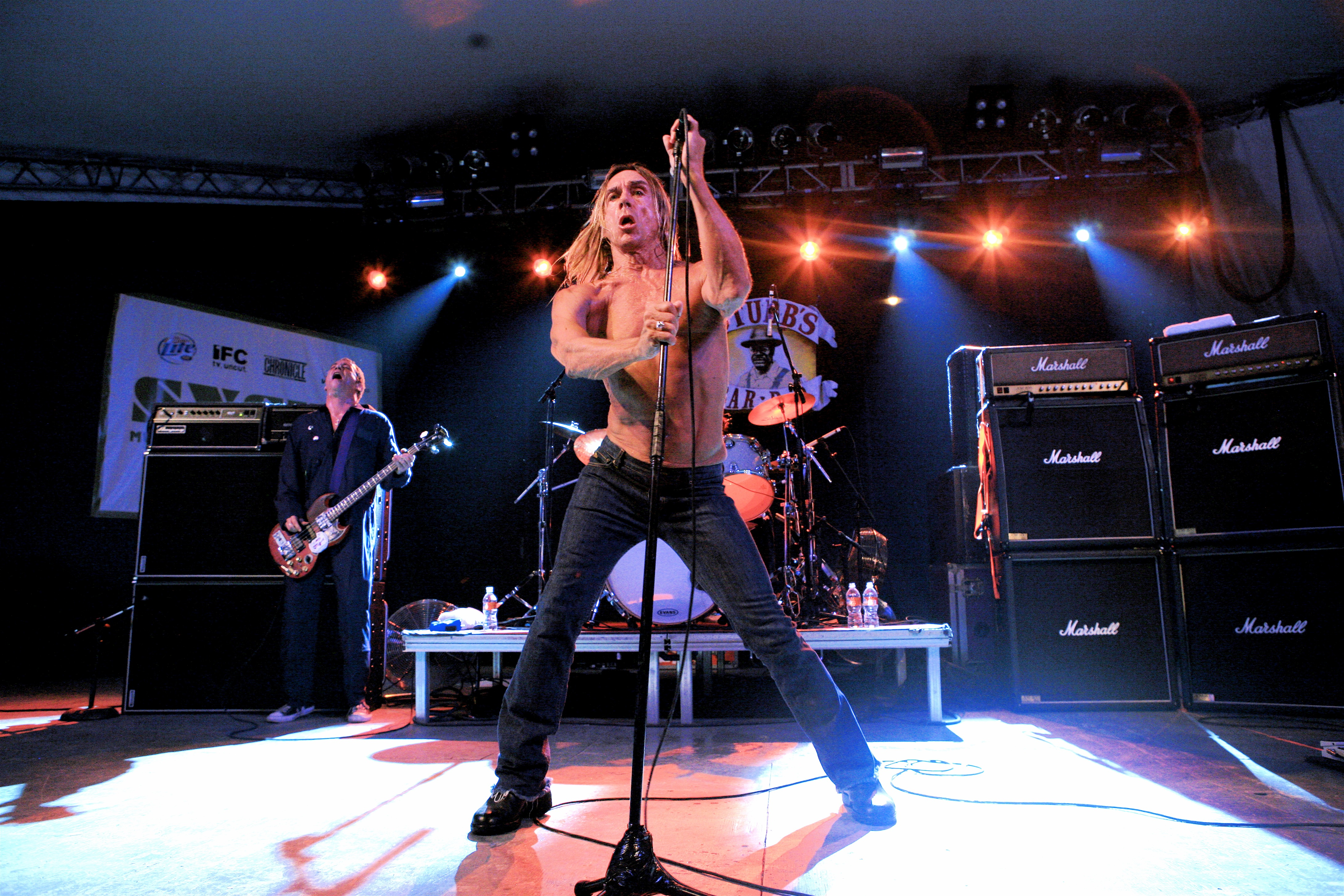
USAオースティン公演（2007年5月）

1996年、大ヒットした映画『トレインスポッティング』の挿入歌に『ラスト・フォー・ライフ』が使用された事で世界的に再評価される。

1999年にはそれまで住んでいたニューヨークを去り、マイアミに移住。その時に知り合った女性Nina Aluとは2008年に正式に再婚する。
2003年に、ベーシストに元ミニットメンのマイク・ワットを迎え、29年ぶりに「ストゥージズ」を再結成し、後には旧メンバーらも合流。再びパワフルなサウンド・ステージを展開した。並行して、ソロでも精力的に活動する。
2010年、ストゥージズ名義で『ロックの殿堂』入りを果たす。しかし2016年頃に、バンドは再び活動停止。
2012年、ケシャのアルバム『Warrior』の収録曲「ダーティー・ラヴ(Dirty Love)」に参加。
ジンジャー・ベイカーとのコラボで、ブラック・キーズのトリビュートアルバム『Black On Blues - A tribute to the Black Keys』で「Lonely Boy」をカバー。
同年、ミシガンのロックンロール伝説の殿堂（Michigan Rock and Roll Legends Hall of Fame）入りを果たした。
2014年3月、NYのカーネギー・ホールで開催された＜Tibet House US Benifit Concert 2014＞に出演した際、ニュー・オーダーとジョイ・ディヴィジョンの曲、「Californian Grass」「Transmission」「Love Will Tear Us Apart」をパフォーマンスした。10月にBBCが主催するジョン・ピール講座で、「資本主義社会における無償の音楽」という題で講演を行った。
布袋寅泰のアルバム『New Beginnings』（2014）、『STRANGERS』（2015）にヴォーカルと作詞で参加。（「How The Cookie Crumbles」 「Walking Through The Night」 ）
2015年、アレックス・コックス監督の映画『Bill the Galactic Superhero』にテーマ曲「Bill the Galactic Superhero」を提供。
英BBCラジオ・ドキュメンタリー『Burroughs at 100』で、ウィリアム・バロウズのドキュメンタリーのナレーションを務める。
英BBCラジオ6ミュージックで、自身が選曲、パーソナリティを務める2時間のラジオ番組『イギー・コンフィデンシャル（Iggy Confidential）』が毎週金曜日、英時間19:00よりスタート。パンクからブルースやジャズ、新旧様々なアーティストをフィーチャーしている。
ニュー・オーダーのアルバム『Music Complete』の「Stray Dog」に参加。
2016年、クイーンズ・オブ・ザ・ストーン・エイジのジョシュ・ホーミと組んだ『ポスト・ポップ・ディプレッション』が歴代自身のアルバム史上最大セールスを記録し、英ラフ・トレードの2016年の年間アルバムTOP100の第一位に輝いた他、グラミー賞の2017年最優秀オルタナティヴ・ミュージック・アルバム賞にノミネートされる等、各方面で大絶賛を得る。10月、ライブ作品『Post Pop Depression Live at The Royal Albert Hall』をリリース。
また、5月にジム・ジャームッシュ監督、ストゥージズのドキュメンタリー映画『ギミー・デンジャー（Gimme Danger）』が、第69回カンヌ国際映画祭でプレミア上映され、会見にも出席した。
2017年、フランスにて これまでの業績を評され、芸術文化勲章の最高位『コマンドゥール』を受章。映画『グッド・タイム』では、ワンオートリックス・ポイント・ネヴァーの「The Pure and the Damned」のヴォーカルを担当。米ガレージ・ロックバンド、デス・ヴァレイ・ガールズ（Death Valley Girls）のミュージックビデオ「Disaster (Is What We're After)」出演。
2018年7月、アンダーワールドとのコラボレーションEP『Teatime Dub Encounters』をリリース。（両者はダニー・ボイルの1996年の映画『トレインスポッティング』に曲を提供したことで知られている。）
ウィリアム・シャートナーのクリスマス・アルバム『Shatner Claus - The Christmas Album』にも参加する。音楽以外の活動としては映画『バンクシーを盗んだ男』のナレーションを担当。
2019年、フェミーナ『Resist』、パン・アムステルダムの『Mobile』に参加。一方で米ケーブルテレビのEpixで放映された音楽ドキュメンタリー『PUNK』のエグゼクティブ・プロデューサーを務める。また、ナレーションを務めた前衛映画『イン・プレイズ・オブ・ナッシング（原題：In Praise of Nothing）』がストリーミング配信される。6月にはジム・ジャームッシュの映画『デッド・ドント・ダイ』に俳優として出演。アラ・ニの『アッカ（ACCA）』にポエトリー・リーディングで参加。
9月6日に約3年半ぶり、通算18枚目のソロアルバム『フリー』をリリース。キャリア集大成の書籍『'Til Wrong Feels Right: Lyrics and More』を刊行。
11月、米ジャズ・ピアニスト／ヴォーカリスト、モーズ・アリソンのトリビュート・アルバム『If You’re Going to the City : A Tribute to Mose Allison』に参加。同月、ストゥージズ以前にドラマーとして参加していたザ・プライム・ムーヴァーズの公式アルバム『ザ・プライム・ムーヴァーズ・ブルース・バンドfeaturingイギー・ポップ/ザ・プライム・ムーヴァーズ・ブルース・バンド』がリリースされる。
2020年1月、第62回グラミー賞 特別功労賞生涯業績賞を受賞。
米ガレージ・パンク・バンドのケイジ・ジ・エレファント（Cage The Elephant）の「Broken Boy」に参加。
2月、NYのカーネギー・ホールで開催された＜Tibet House Benefit Concert 2020＞に、フィリップ・グラス、パティ・スミス、ローリー・アンダーソンらと出演。
5月、ボウイとのベルリン期であるRCA時代の３作品（『イディオット』『ラスト・フォー・ライフ』『TV Eye：1977ライヴ』）をデモ・ヴァージョンやライブも含めコンパイルした７枚組CDボックス・セット『1977 - ザ・ボウイ・イヤーズ』を完全限定生産でリリース。また、8月にはザ・ストゥージズのセカンド・アルバム『ファン・ハウス』リリース50周年を記念したアナログ15枚組ボックスセット『Fun House: 50th Anniversary Deluxe Edition』を米ライノ・エンタテインメントより、リリース年にあわせた1970セットのみ限定リリースされる。尚、ライナーノーツにはヘンリー・ロリンズ、サーストン・ムーア、ダフ・マッケイガン他がメッセージを寄せている。　
8月、ザ・ストゥージズのオリジナル・ラインナップによる最後のライヴ、『Iggy & The Stooges / Live At Goose Lake: August 8th 1970』がジャック・ホワイトが設立したサードマン・レコードから正式リリースされる。このライブ盤は『ファン・ハウス』発売直後に開催された、"ミシガンのウッドストック"と称される「グースレイク・フェスティバル」でのパフォーマンスを録音した唯一のサウンドボード音源であり、オリジナルメンバーのデイヴ・アレクサンダーのラストステージでもある。
12月、エルヴィス・コステロとのコラボ曲、「ノー・フラッグ（仏語バージョン）」を配信リリース。これは元々コステロのアルバム『ヘイ・クロックフェイス』の収録曲「ノー・フラッグ」をイギーがほぼ全編フランス語で歌ったもの。このトラックは、米国ローリングストーンの誌面とオンラインで公開になった「Musicians on Musicians」シリーズの一環としてイギーとコステロを特集した際に合わせて制作され、MVと共にインタビュー動画も公開された。 同月、レロン・トーマスとの共作で、新型コロナウイルスについて歌った曲「Dirty Little Virus」を配信リリース。
2021年3月、伝説的なジャズ・ハモンドB3オルガン奏者、ドクター・ロニー・スミスのアルバム『ブリーズ』にフィーチャリング参加し、ドノヴァンの「Sunshine Superman」をカバー。
5月には、スウェーデンのカール16世グスタフ国王より、「音楽界のノーベル賞」とも評されるスウェーデンの音楽賞“ポーラー音楽賞”を授与された。
8月、イタリアのロック・バンド、マネスキンの「アイ・ワナ・ビー・ユア・スレイヴ」の新ヴァージョンにヴォーカリストとして参加。また、9月にはヴェルヴェット・アンダーグラウンドへのトリビュート・カヴァー・アルバム『I’ll Be Your Mirror: A Tribute to the Velvet Underground & Nico』に参加する。
2023年1月6日、プロデューサーにアンドリュー・ワットを起用し、通算19枚目のスタジオソロアルバム『エヴリ・ルーザー』を米アトランティック・レコード傘下の"Gold Tooth Records"よりリリース。チャド・スミス、ダフ・マッケイガン、デイヴ・ナヴァロ、テイラー・ホーキンズ他、超豪華ロック・ミュージシャンが参加し話題となる。
7月、2018年以来の『モントルー・ジャズ・フェスティヴァル2023』に出演。12月には、マリアンヌ・フェイスフルのトリビュート・アルバム『The Faithful：A Tribute to Marianne Faithfull』に参加。12月には、トレヴァー・ホーンのカバー・アルバム『Echoes：Ancient & Modern』にフィーチャリング参加（デペッシュ・モードの「Personal Jesus」をカバー）。
2024年4月、CM用に「The Passenger」の新ヴァージョンをスージー・アンド・ザ・バンシーズのスージー・スーとデュエット。7月には、スラッシュのアルバム『ORGY OF THE DAMNED』にゲスト参加。
2025年1月、ライヴ・アルバム『ライヴ・アット・モントルー・ジャズ・フェスティヴァル 2023』をリリース。
3月、2007年以来、約18年ぶりの来日を果たす。ライブ公演の他に、ラジオNIKKEIの特別番組に単独インタビュー出演。

## 影響
パンクのゴッドファーザーという異名を持ち、ライブにおける過激なパフォーマンス、そしてストゥージス自体は、セックス・ピストルズ、ダムド、スレイヤー、デフ・レパード、ガンズ・アンド・ローゼズ、レッド・ホット・チリ・ペッパーズ、サウンドガーデン、レイジ・アゲインスト・ザ・マシーン、ホワイト・ストライプス、マッドハニーなどに深い影響を与え、彼らにこぞってカバーされている。特にホワイト・ストライプスのジャック・ホワイトは2ndアルバム『ファン・ハウス』を、セックス・ピストルズのジョニー・ロットン、ニルヴァーナのカート・コバーン、元ザ・スミスのモリッシーとジョニー・マー、エコー&ザ・バニーメンのイアン・マッカロクは3rdアルバム『ロー・パワー』をフェイバリットに挙げている。

## 日本との関係
- 初来日は『イディオット』のプロモーションで来日した1977年。アルバム・プロデューサーであるデヴィッド・ボウイ同伴での来日だった。この時、写真家の鋤田正義が彼ら２人を原宿のスタジオで撮影。それが後に『ヒーローズ』（ボウイ）と『パーティー』（イギー）のアルバム・ジャケットとなる。
- 1979年には『ニュー・ヴァリューズ』のプロモーションで再来日。写真家の佐藤ジンとのフォトセッション[139]を行なう。
- 1983年の初来日公演時に観客としてステージを見ていた日本人女性スチを見初め、その後結婚した[83]（1998年（1999年説あり）に離婚）。
- 1998年のフジロックフェスティバルでは、熱狂した観客100人以上をイギーがステージに上げてしまい、客にマイクを取られるなどパニック状態になったが会場が大盛り上がりになった。

## ディスコグラフィ

### ザ・ストゥージズ
- 1969年 - イギー・ポップ・アンド・ストゥージズ（英語版）
- 1970年 - ファン・ハウス（英語版）
- 2007年 - ザ・ウィヤードネス（英語版）
- 2020年 - Live At Goose Lake August 8th, 1970[140]

### イギー・アンド・ザ・ストゥージズ
- 1973年 - ロー・パワー（英語版） (旧邦題：『淫力魔人』)
- 2013年 - レディ・トゥ・ダイ (ザ・ストゥージズのアルバム)（英語版）

### イギー・ポップ・アンド・ジェームズ・ウィリアムソン
- 1977年 - キル・シティ

### イギー・ポップ
- 1977年 - イディオット
- 1977年 - ラスト・フォー・ライフ
- 1979年 - ニュー・ヴァリューズ
- 1980年 - ソルジャー
- 1981年 - パーティ
- 1982年 - ゾンビー・バードハウス
- 1986年 - ブラー・ブラー・ブラー（英語版）
- 1988年 - インスティンクト（英語版）
- 1990年 - ブリック・バイ・ブリック（英語版）
- 1993年 - アメリカン・シーザー（英語版）
- 1996年 - ノーティー・リトル・ドギー（英語版）
- 1999年 - アヴェニューB (イギー・ポップのアルバム) （英語版）
- 2001年 - ブチノメセ！（英語版）
- 2003年 - スカル・リング（英語版）
- 2009年 - プレリミネール（英語版）
- 2012年 - アプレ (イギー・ポップのアルバム)（英語版）
- 2016年 - ポスト・ポップ・ディプレッション（英語版）
- 2019年 - フリー（イギー・ポップのアルバム）（英語版）
- 2023年 - エヴリ・ルーザー（英語版）
- 2025年 - ライヴ・アット・モントルー・ジャズ・フェスティヴァル 2023（英語版）

### DVD
- 1991年 - キス・マイ・ブラッド[141][注 113]
- 2005年 - ア・パッション・フォー・リビング[142][注 114]
- 2005年 - ライヴ・アット・アヴェニュー・B[143][注 115]
- 2005年 - Live San Fran 1981[144][注 116]
- 2016年 - ポスト・ポップ・ディプレッション：ライヴ・アット・ザ・ロイヤル・アルバート・ホール[146][注 117]

## 来日公演
- プロモーションのみの来日

1977年4月（『イディオット』のプロモーション。デヴィット・ボウイ同伴）
1979年7月（『ニュー・ヴァリューズ』のプロモーション。）
- 1983年[注 118]

6月17日 大阪厚生年金会館
6月18日 名古屋市公会堂
6月19日・20日 東京・中野サンプラザ
6月21日 東京・日本青年館
6月22日 東京・ツバキハウス
- 1987年[注 119]

4月20日 大阪・サンケイホール
4月21日・22日 東京・日本青年館
- 1989年[注 121]

1月23日・24日 東京・中野サンプラザ
1月26日 大阪・サンケイホール
1月28日 福岡・郵便貯金ホール
- 1994年[注 122]

1月22日・23日 川崎・クラブチッタ
1月24日 名古屋 ・クラブクアトロ
1月26日 福岡・クロッシングホール
1月27日・28日 大阪・クラブクアトロ
1月30日・31日 東京 渋谷ON AIR
- 1998年[注 123]

7月31日 東京・豊洲ベイサイドスクエア・フジ・ロック・フェスティバル'98
- 2003年[注 124]

7月26日 新潟・ 苗場スキー場・フジ・ロック・フェスティバル'03
- 2004年[注 125]

3月19日 大阪・ACTホール・Magic Rock Out Osaka
3月20日 東京・幕張メッセ・Magic Rock Out Tokyo
3月22日 東京・渋谷AX（単独公演）
- 2007年[注 126]

7月28日 新潟・苗場スキー場・フジ・ロック・フェスティバル'07
- 2025年

3月30日 東京・幕張メッセ・PUNKSPRING 2025
4月  2日 東京・東京ガーデンシアター（単独公演）